# منتخب موريتانيا تحت 20 سنة لكرة القدم
منتخب موريتانيا تحت 20 سنة لكرة القدم هو الممثل الرسمي للجمهورية الإسلامية الموريتانية في رياضة كرة القدم.